# بریاردفیورو

خلیج‌ها و آبدره‌های اصلی ایسلند. بریاردفیورو و فاکسافلوی بزرگترین خلیج‌های ایسلند هستند.

بریاردفیورو (ایسلندی: [ˈprei:ðaˌfjœrðʏr̥]‏، ت.ت. آبدره وسیع) یک خلیج کم عمق بزرگ، با حدود ۵۰ کیلومتر عرض و ۱۲۵ کیلومتر طول، در غرب ایسلند است. این منطقه، وستفیوردز (وستفیردیر) را از شبه جزیره اسنافیلسنس در جنوب، از هم جدا می‌کند. بریاردفیورو توسط کوه‌هایی از جمله کیرکیوفل و یخچال طبیعی اسنوفولگلیسیااحاطه شده‌است. آبدره‌های کوچک‌تر متعددی از بریاردفیورو به داخل خشکی کشیده شده‌اند که بزرگ‌ترین آنها در گوشه جنوب شرقی آن است. یکی از ویژگی‌های جالب این خلیج این است که سرزمین شمال در حدود ۱۵ میلیون سال پیش تشکیل شده‌است، در حالی که خشکی در جنوب کمتر از نیمی از آن زمان قدمت دارد.